# جون د. إيوينغ
جون د. إيوينغ (بالإنجليزية: John D. Ewing)‏ هو محرر وصحفي أمريكي، ولد في 13 فبراير 1892 في نيو أورلينز في الولايات المتحدة، وتوفي في 18 مايو 1952 في شريفبورت في الولايات المتحدة.